# Müsavat Dervişoğlu
Dursun Müsavat Dervişoğlu, né le 1er février 1960 à Ankara, est un homme d'affaires et homme politique turc, président général du Bon Parti depuis le 1er mai 2024.